# أوتو مولر (رسام)
أوتو مولر (بالألمانية: Otto Müller)‏ هو رسام ألماني، ولد في 21 نوفمبر 1898 في هاله في ألمانيا، وتوفي في 9 ديسمبر 1979 في مرسيبورغ في ألمانيا.